# Tisserin de Principé
Ploceus princeps
Espèce
Statut de conservation UICN

 LC  : Préoccupation mineure
Le Tisserin de Principé (Ploceus princeps) est une espèce de passereau appartenant à la famille des Ploceidae.

## Répartition
Cet oiseau est endémique de Principe.